# Szatan z siódmej klasy (film 1939)
Szatan z siódmej klasy – nieukończony polski film fabularny z 1939 roku na podstawie powieści Kornela Makuszyńskiego o tym samym tytule.
Prace nad filmem zostały przerwane z powodu wybuchu II wojny światowej.

## Obsada
- Wanda Bartówna
- Jerzy Kaliszewski
- Mieczysława Ćwiklińska
- Renata Radojewska
- Józef Orwid
- Aleksander Buczyński
- Wiktor Biegański
- Jan Kurnakowicz
- Tadeusz Frenkiel
- Zdzisław Karczewski
- Eugeniusz Kosztuski
- Stanisław Woliński